# Ледюк (Альберта)
Ледюк — город в канадской провинции Альберта.

## История
Ледюк был основан в 1899 году, когда поселенец Роберт Телфорд купил землю возле озера, которое позже было названо его именем. Ранее Телфорд служил офицером Северо-Западной конной полиции, а затем стал первым почтмейстером Ледюка, первым главой местной торговой гильдии (general merchant) и первым мировым судьей.
Согласно местной легенде, название города было принято в 1890 году, когда начальник почтового отделения решил, что он будет назван именем первого человека, который войдет в помещение телеграфа. Этим человеком оказался отец Ипполит Ледюк, священник, живший в этом районе с 1867 года.
Город продолжал медленно расти на протяжении десятилетий. 13 февраля 1947 г. возле Ледюка была обнаружена нефть .